# Achyranthes splendens
Achyranthes splendens (ʻEwa hinahina; tiếng Anh thường gọi là Maui Chaff Flower, Round Chaff Flower, Round-leaf Chaff Flower, hoặc Round-leaved Chaff Flower) là một loài thực vật có hoa thuộc họ Amaranthaceae, là loài đặc hữu của Hawaiʻi. Các môi trường sống tự nhiên của chúng là vùng rừng khô, vùng cây bụi thấp, và bãi biển cát. Nó bị đe dọa do mất môi trường sống.